# Voe of Leiraness

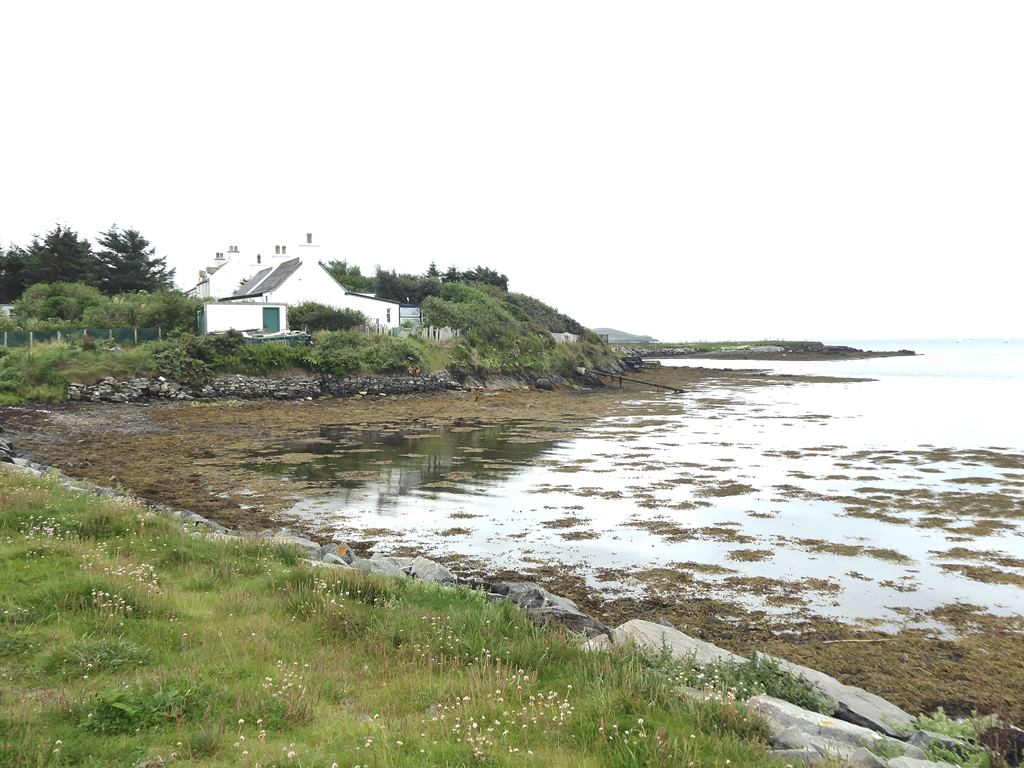
Ein Haus an der Bucht

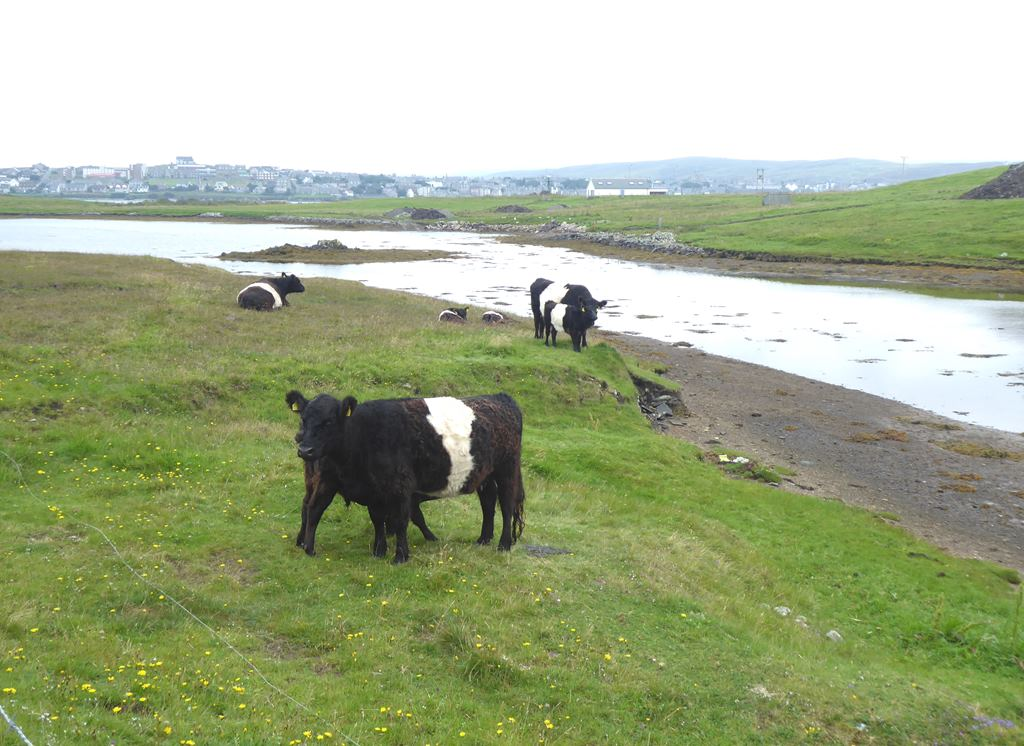
Galloway-Rinder an der Bucht

Die Voe of Leiraness ist eine Meeresbucht (Voe), die im Südosten der zu Schottland zählenden Shetlands liegt.

## Geographie
Die Voe of Leiraness erstreckt sich vom Bressay Sound in nordöstlicher Richtung auf das Gebiet der Insel Bressay. Sie ist relativ kurz und teilweise mit Schlamm bedeckt. Ortschaften in der Nähe sind Maryfield im Nordwesten und Mail im Südosten. Auf der anderen Seite des Bressay Sounds liegt Lerwick.

## Historisches
Im Rahmen der historischen Gliederung Schottlands in Civil Parishes zählt die Voe of Leiraness zu Bressay.